# Малгожата Шумовська
Малгожа́та Шумо́вська (фр. Małgorzata Szumowska; нар. 26 лютого 1973, Краків, Польща) — польська кінорежисерка, сценаристка і продюсерка. Лауреатка та номінантка багатьох фестивальних та професійних кінематографічних нагород .

## Біографія та кар'єра
Малгожата Шумовська народилася 26 лютого 1973 року в Кракові, Польща, в сім'ї журналіста Мацея Шумовского і письменниці Барбари Тераковської. У 1998 році закінчила режисерський факультет Лодзинської кіношколи, а до цього два роки вивчала історію мистецтв в Яґеллонському університеті.
Ще студенткою Шумовська зняла короткометражний документальний фільм, що увійшов в історію Лодзинської кіношколи. Знятий нею у 2001 році фільм «Щаслива людина» приніс Шумовській європейську популярність, і вона стала членкинею Європейської кіноакадемії. Фільм 2008 року «33 сцени з життя» отримав спеціальний приз Локарнського кінофестивалю.
Фільм Малгожати Шумовської 2013 року «В ім'я…» брав участь в основній конкурсній програмі 63-го Берлінського кінофестивалю де отримав Премію «Тедді».
У 2015 році вийшов фільм Шумовської «Тіло», за який режисерка отримала «Срібного ведмедя» за найкращу режисуру на 65-му Берлінському кінофестивалі.

## Особисте життя
З 2012 року Малгожата Шумовська одружена з польським актором Матеушом Косьцюкевичем. Народила 3 грудня 2012 року доньку Аліну. Має також старшого сина від попередніх стосунків з монтажером Яцеком Дрозіо.

## Громадська позиція
У 2018 підтримала звернення Європейської кіноакадемії на захист ув'язненого у Росії українського режисера Олега Сенцова.

## Фільмографія
| Рік  | Українська назва            | Оригінальна назва           | Примітки                                                 |
| ---- | --------------------------- | --------------------------- | -------------------------------------------------------- |
| 2000 | Щаслива людина              | Szczęśliwy człowiek         | режисерка, сценаристка                                   |
| 2004 | Видіння Європи              | Crossroad                   | режисерка, сценаристка, продюсерка (епізод «Перехрестя») |
| 2004 | Воно                        | Ono                         | режисерка, сценаристка                                   |
| 2004 | Солідарність, Солідарність… | Solidarność, Solidarność…   | режисерка, сценаристка (епізод «Батько»)                 |
| 2008 | 33 сцени з життя            | 33 sceny z życia            | режисерка, сценаристка                                   |
| 2011 | Відвертості                 | Elles                       | режисерка, сценаристка, співпродюсерка                   |
| 2013 | В ім'я…                     | W imię…                     | режисерка, сценаристка, співпродюсерка                   |
| 2015 | Тіло                        | Ciało                       | режисерка, сценаристка, продюсерка                       |
| 2018 | Обличчя                     | Twarz                       | режисерка, сценаристка                                   |
| 2021 | Снігу більше не буде        | Śniegu już nigdy nie będzie | сценаристка                                              |
| 2022 | Нескінченна буря            | Infinite Storm              | режисерка                                                |

Документальні та короткометражні
| Рік  | Українська назва    | Оригінальна назва     | Примітки               |
| ---- | ------------------- | --------------------- | ---------------------- |
| 1998 | Мовчання            | Cisza                 | режисерка, сценаристка |
| 1999 | Сім уроків любові   | Siedem lekcji milosci | режисерка, сценаристка |
| 2001 | Документ…?          | Dokument…?            | режисерка, сценаристка |
| 2005 | Мій тато Мацек      | Mój tata Maciek       | режисерка, сценаристка |
| 2005 | А чого там боятися? | A czego tu sie bac?   | режисерка, сценаристка |

## Визнання
| Рік                                                            | Категорія                                                          | Фільм               | Результат |
| -------------------------------------------------------------- | ------------------------------------------------------------------ | ------------------- | --------- |
| Краківський кінофестиваль                                      |                                                                    |                     |           |
| 1998                                                           | Спеціальна згадка                                                  | Мовчання            | Перемога  |
| 1999                                                           | Приз Золота конячка Кракова — Спеціальна згадка                    | Сім уроків любові   | Перемога  |
| 2001                                                           | Приз Золота конячка Кракова — Спеціальна згадка                    | Документ…?          | Перемога  |
| 2007                                                           | Приз студентського журі Кракова (міжнародна програма)              | А чого тут боятися? | Перемога  |
| Міжнародний кінофестиваль короткометражних фільмів у Тампере   |                                                                    |                     |           |
| 1999                                                           | Найкращий документальний фільм                                     | Мовчання            | Перемога  |
| Кінофестиваль в Салоніках                                      |                                                                    |                     |           |
| 2000                                                           | Гран-прі Золотий Александр                                         | Щаслива людина      | Номінація |
| 2000                                                           | Спеціальний приз за художнє досягнення (за візуальна досконалість) | Щаслива людина      | Перемога  |
| Приз Європейської кіноакадемії                                 |                                                                    |                     |           |
| 2001                                                           | Приз Європейське відкриття року                                    | Щаслива людина      | Номінація |
| 2005                                                           | Приз Європейське відкриття року                                    | Воно                | Номінація |
| Кінофестиваль goEast у Вісбадені                               |                                                                    |                     |           |
| 2005                                                           | Найкращий режисер                                                  | Воно                | Номінація |
| 2015                                                           | Приз SKODA                                                         | Тіло                | Перемога  |
| Міжнародний кінофестиваль у Локарно                            |                                                                    |                     |           |
| 2008                                                           | Гран-прі Золотий леопард                                           | 33 сцени з життя    | Номінація |
| 2008                                                           | Спеціальний приз журі                                              | 33 сцени з життя    | Перемога  |
| 2008                                                           | Приз молодіжного журі                                              | 33 сцени з життя    | 2-е місце |
| Польський кінофестиваль у Гдині                                |                                                                    |                     |           |
| 2008                                                           | Найкращий режисер                                                  | 33 сцени з життя    | Перемога  |
| 2008                                                           | Приз критиків                                                      | 33 сцени з життя    | Перемога  |
| 2015                                                           | Золотий лев за найкращий фільм                                     | Тіло                | Перемога  |
| Берлінський кінофестиваль                                      |                                                                    |                     |           |
| 2013                                                           | Золотий ведмідь                                                    | В ім'я…             | Номінація |
| 2013                                                           | Премія «Тедді»                                                     | В ім'я…             | Перемога  |
| 2013                                                           | Приз журі читачів «Siegessäule»                                    | В ім'я…             | Перемога  |
| 2015                                                           | Золотий ведмідь                                                    | Тіло                | Номінація |
| 2015                                                           | Срібний ведмідь за найкращу режисуру                               | Малгожата Шумовська | Перемога  |
| Міланський міжнародний кінофестиваль лесбійських і гей-фільмів |                                                                    |                     |           |
| 2013                                                           | Гран-прі за найкращий фільм                                        | В ім'я…             | Номінація |
| Київський міжнародний кінофестиваль «Молодість»                |                                                                    |                     |           |
| 2013                                                           | Приз програми «Сонячний зайчик»                                    | В ім'я…             | Перемога  |